# Juan de Cartagena
Juan de Cartagena va ser un marí i era explorador espanyol de finals de segle xv i principis del segle xvi. Va formar part de l'expedició de Magallanes com a capità de la nau San Antonio i veedor general de la flota. En 1520 va encapçalar un motí contra Fernando de Magallanes en el port de Sant Julià, lloc en el qual va ser abandonat en fracassar l'aixecament.

## Biografia
Es poc el que se sap de la seva vida abans d'unir-se a l'expedició de Magallanes. Era nebot o, segons els rumors de l'època, possible fill il·legítim de l'arquebisbe Juan Rodríguez de Fonseca, que presidia el Consell d'Índies.
El 30 de març de 1519 va ser nomenat per la reina Joana i el seu fill Carles veedor (supervisor) general i capità de la tercera nau de la «Armada per al descobriment de l'espècieria». Armada capitanejada pels portuguesos Fernando de Magallanes i Ruy Faleiro amb l'objectiu de trobar una ruta a «l'espèciería dins dels límits i de la demarcació espanyola». Aquests límits s'havien acordat amb Portugal en el Tractat de Tordesillas de 1494, fixant-se una línia de demarcació que dividia el món entre totes dues corones.
Al juliol Joan de Cartagena arriba a Sevilla juntament amb Cristòfol d'Haro i el tresorer de la flota. Els nouvinguts comencen les disputes amb Magallanes en l'organització de l'armada, arribant a manar pagar tots els sous dels membres de l'armada excepte als portuguesos.
El 26 de juliol el rei ordena que Ruy Faleiro, per problemes de salut, no formi part de l'armada i que es quedi fins a un altre viatge. Magallanes va demanar que a Faleiro ho substituís Joan de Cartagena «com la seva conjunta persona». Joan de Cartagena va ser nomenat capità de San Antonio, la nau de major port de la flota que va partir de Sanlúcar de Barrameda.
A Canàries Joan de Cartagena, juntament amb altres oficials, li recorda a Magallanes que havia de consultar amb ell totes les coses tocants al viatge, com a «conjunta persona», i amb els altres oficials, conforme a les instruccions que portaven del rei. Això va provocar d'alguna manera l'enuig entre ells, perquè Magallanes no estava d'acord amb això. Cartagena li demana la derrota per on havien d'anar, i finalment la hi va donar.
Més tard, en la costa de Guinea, Magallanes va modificar la derrota que els va donar, i Cartagena va preguntar, d'una nau a una altra, a Magallanes, la raó del canvi de la derrota. Magallanes li va respondre que ell sabia el que feia i que li seguís, que a ell no li havia de donar compte.
En aquest temps, amb mar en calma en la costa de Guinea, va saludar una nit Cartagena des de la seva nau, amb un mariner, a Magallanes, dient «Déu us salvi, senyor capità i maestre i bona companyia». La salutació no va agradar a Magallanes i va manar dir a Joan de Cartagena que no el saludés d'aquella manera, sinó anomenant-lo «capità general». Cartagena li va respondre que li havia saludat amb el millor mariner de la nau, i que potser un altre dia li saludaria amb un patge, i en tres dies Cartagena no el va tornar a saludar.
En aquests dies, en la nau Victòria van trobar a un mariner cometent sodomia. Magallanes va fer botar fora l'esquif i va manar cridar a la seva nau a Cartagena i als altres capitans i pilots de les altres naus, i van discutir entre ells sobre la derrota i la manera de saludar, i Magallanes va tirar mà del pit a Cartagena, dient «set pres». Cartagena va requerir als altres capitans i pilots que li donessin suport per a prendre a Magallanes, però no van accedir, quedant pres Cartagena en el cep. Els oficials van pregar a Magallanes que lliurés a Cartagena en custòdia a un d'ells, i així Magallanes ho va lliurar al capità de la Victòria, Lluís de Mendoza, prenent-li jurament de tornar pres si ell li ho demanés.
Magallanes va posar per capità de la San Antonio, substituint a Cartagena, a Antonio de Coca. Després, en la costa brasilera, va substituir com a capità a António de Coca per Álvaro de Mesquita.

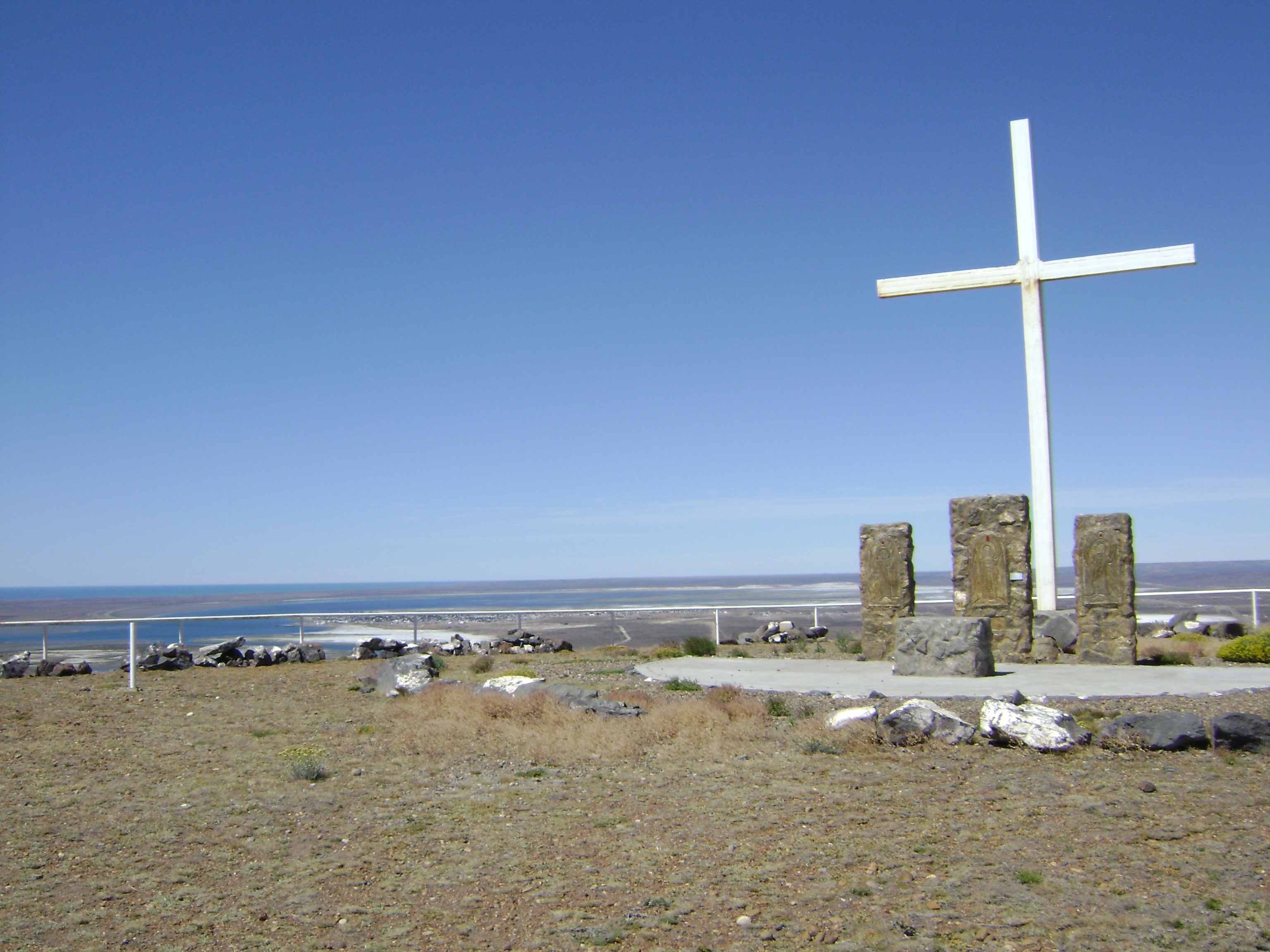
Muntanya Crist, San Julián, on Magallanes va manar erigir una creu.

L'expedició va arribar al port de Sant Julià (Patagònia argentina). Ací Magallanes va deixar a Joan de Cartagena sota la custòdia de Gaspar de Quesada, capità de la Concepció. Els capitans i oficials de l'expedició, semblant-los inútil navegar per aquella costa i en veure que Magallanes no prenia rumb al cap de Bona Esperança, van acordar fer un requeriment a Magallanes. Una nit, Gaspar de Quesada, amb el suport de Lluís de Mendoza, va passar amb una companyia de la seva nau a la San Antoni i va prendre a Álvaro de Mesquita, prenent el control de la nau. D'aquesta forma, Cartagena, Quesada i Mendoza es van apoderar tres dels cinc naus de l'esquadra, i presenten les seves exigències a Magallanes, que només controlava la Santiago i la seva nau, la Trinitat. Magallanes fingeix negociar i secretament envia en l'esquif de la seva nau a Gonçal Gómez d'Espinosa, el seu agutzil, amb diversos homes armats a la Victòria, on maten per sorpresa a Mendoza i es van apoderar de la nau sense resistència per part la tripulació. L'endemà les dues naus que quedaven en poder dels amotinats intenten fer-se a la mar però són bloquejades per Magallanes, que havia situat les seves naus a la sortida de la badia Sant Julià. La San Antonio es rendeix després d'un breu combat amb la Trinitat, després ho fa la Concepció sense resistència.
Fracassat el motí, Fernando de Magallanes va condemnar a mort a Gaspar de Quesada, i va manar esquarterar el seu cadàver al costat del de Lluís de Mendoza. Cartagena va ser condemnat a ser abandonat juntament amb un altre conspirador, el capellà Pedro Sánchez de la Reina. La sentència es va executar l'11 d'agost de 1520, quatre mesos després del motí, poc abans que la flota partís (21 d'agost) de la seva caserna d'hivern en Sant Julià. A Cartagena i al sacerdot se'ls va donar una petita provisió de galeta de vaixell i aigua potable, i se'ls va deixar en una petita illa enfront de la costa patagona. Res es va saber després de la seva sort.
Dies després, el pilot de la nau San Antonio, Esteban Gómez, va enderrocar al capità d'aquesta, Álvaro de Mezquita, cosí de Magallanes, abandonant l'expedició de Magallanes per a tornar a Espanya. Va tornar per Joan de Cartagena i Pedro Sánchez de la Reina, però no en va trobar ni rastre.